# Paulinus Yan Olla
Paulinus Yan Olla, né le 22 juin 1963 à Seom-Eban dans la province des Petites îles de la Sonde orientales, est un prélat indonésien, évêque de Tanjung Selor en Indonésie depuis 2018.

## Biographie
Il est ordonné prêtre pour les Missionnaires de la Sainte-Famille (M.S.F.) le 28 août 1992. Il occupe différentes fonctions pastorales à Banteng, à Samarinda puis à Banjarbaru. De 2000 à 2004, il reprend des études en théologie spirituelle au Teresianum à Rome. Parallèlement à ce cycle universitaire, il est assistant général de 2001 à 2007 puis secrétaire général de 2007 à 2013 des Missionnaires de la Sainte-Famille. Il rentre en Indonésie en 2013 où il se consacre, en grande partie, à l'enseignement.  

## Évêque
Le 22 février 2018, le pape François le nomme évêque de Tanjung Selor. 